# Amborhytida duplicata
Amborhytida duplicata är en snäckart som först beskrevs av Suter 1904.  Amborhytida duplicata ingår i släktet Amborhytida och familjen Rhytididae. Inga underarter finns listade i Catalogue of Life.